# Hora 25
Hora 25 és un programa de ràdio de la Cadena SER que s'emet de dilluns a divendres de 20.00 a 23.30. Es va començar a emetre en 1972, creat per Manuel Martín Ferrand. El seu eslògan era "con las noticias que nos brinda Radio Nacional de España" i amb l'etiqueta d' un programa de cuestiones actuales. Va tenir diversos presentadors fins a 1992.
També existeix una edició reduïda anomenada Hora 25 Fin de Semana que s'emet els diumenges de 23 a 23.30, presentada per Esther Bazán.

## Història

### Inicis

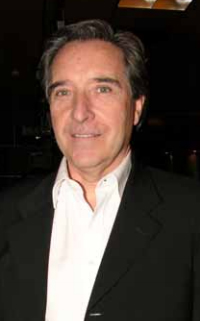
Iñaki Gabilondo va dirigir Hora 25 entre 1978 i 1980

Estrenat el 31 de gener de 1972, durant la primera etapa del programa encara es vivia en un règim de censura informativa. Estava dirigit per Manuel Martín Ferrand i en aquell temps van destacar les veus, entre d'altres, de Juana Ginzo en la presentació, així com la col·laboració dels periodistes Castelló Rovira, José Joaquín Iriarte, Basilio Rogado i Manolo Alcalá.
Emès fins a 1974 de dotze a una de la matinada, el programa comptava amb tres parts: el resum informatiu, amb les notícies de Ràdio Nacional d'Espanya, els esports amb José María García i la denominada Recta final, o petita tertúlia sobre afers d'actualitat.
Martín Ferrand va romandre en la direcció fins a 1975, quan que va ser substituït successivament per Miguel Ángel Gozalo (1975-1976), Basilio Rogado (1975-1978), Iñaki Gabilondo (1978-1980) i José Joaquín Iriarte (1980-1981).

### Anys 1980
La nit del 23 de febrer de 1981, amb l'intent de cop d'Estat, es va produir la més llarga emissió de Hora 25; es van narrar en directe els esdeveniments, amb un equip encapçalat per Javier González Ferrari i Fernando Ónega des dels estudis de la Gran Vía de Madrid i Antonio Jiménez i José María García en una unitat mòbil davant del Congrés dels Diputats pres pels colpistes.
En novembre de 1981, José María García abandona el programa i l'emissora, per a incorporar-se a la llavors acabada de crear Antena 3 Radio.
En 1982, sent líder d'audiència de la seva franja horària, la direcció del programa passa a Manuel Antonio Rico. S'altera l'estructura, iniciant l'espai amb una entrevista sobre a un polític, seguit d'un repàs a l'actualitat nacional i internacional per Fernando Ónega i amb el temps dedicat a l'esport, que es va veure reduït a mitja hora. Altres periodistes que van col·laborar en aquesta etapa inclouen Antonio Jiménez, Oscar García i Maribel Pérez Barrios.
L'1 de setembre de 1985 Fermín Bocos es va fer càrrec de l'espai, en el que va ser el seu retorn a la Cadena SER.
En febrer de 1987 Julio César Iglesias és designat director del programa. Durant aquesta etapa, s'incorpora la mini-secció d'entrevistes Punto y aparte, que condueix Manuel Campo Vidal.
Tan sols set mesos després, al setembre de 1987, Camp Vidal passava a ocupar la direcció i presentació del programa. Campo Vidal va romandre al programa fins 1992.

### Carlos Llamas(1992-2007)

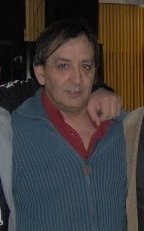
Carlos Llamas, presentador i director d' Hora 25 durant 15 anys

Fins a la temporada desembre de 2007 el programa comptava amb un informatiu previ anomenat "Hora 20" (de 20 a 20.30) presentat i dirigit pel subdirector d'Hora 25, espai que comptava amb un avanç dels continguts de "Hora 25" i en els últims anys amb una columna radiofònica dita "El Blog de Carlos Llamas". La programació continuava amb "SER Deportivos" (de 20.30 a 21), els magazins "De Nueve a Nueve i Media" (dilluns a dijous de 21 a 21.30) i "La Hora Extra" (divendres de 21 a 21.30). "Hora 25" començava a les 21.30 amb l'informatiu especialitzat en economia "Hora 25 de los Negocios" fins a les 22. De 22 a 24 el programa incloïa un noticiari de 30 minuts i una tertúlia d'actualitat.
Durant aquesta etapa, el programa va tenir com a subdirector Javier del Pino fins 1997 i Miguel Ángel Oliver (1997-2000) i comptà entre els seus col·laboradors amb els periodistes Miguel Ángel Aguilar, Félix Bayón, Santiago Belloch, José María Brunet, Carlos Carnicero, Marta Reyero, Emilio Contreras, Carlos Mendo, José María Ridao, Josep Ramoneda i María Esperanza Sánchez.
En la temporada 2006/07 a Carlos Llamas se li va detectar un càncer de gorja, la qual cosa el va obligar a absentar-se de les ones. Durant unes setmanes va ser substituït pel subdirector del programa, Javier Casal, però la direcció de la Cadena SER després de confirmar que la baixa laboral es prolongaria durant mesos va decidir nomenar José Antonio Marcos, director d'"Hora 14" i antic subdirector de "Hora 25", com a director temporal i a Miguel Ángel Muñoz Encinas, subdirector d'"Hora 14", com a subdirector interí (Javier Casal es va fer càrrec durant aquest temps d'"Hora 14"). El juny de 2007, Carlos Llamas va tornar al programa per última vegada fins a finals de mes, moment en què va avançar les seves vacances que habitualment prenia a mitjan juliol.
Durant l'estiu de 2007 Llamas va sofrir una recaiguda de la seva malaltia, la qual cosa hauria retardat la seva tornada a les ones en la nova temporada 2007/08; etapa en la qual "Hora 25" va ampliar la seva emissió en 30 minuts (de 21 a 21.30), després de la supressió de l'espai "De Nueve a Nueve y Media" i la inclusió del magazín cultural dels divendres "L'Hora Extra" com a secció del programa. Desgraciadament Llamas no va aconseguir recuperar-se de la seva recaiguda i després de la seva mort la direcció de la Cadena SER va decidir prorrogar la direcció interina del subdirector Javier Casal sine die, que ja dirigia el programa ininterrompudament des de juliol de 2007.

### Actualitat:Àngels Barceló(2008-)
El 15 de novembre de 2007 durant l'assemblea anual de directors de la Cadena SER va ser elegida com a nova directora Àngels Barceló, llavors directora i presentadora del magazín matinal del cap de setmana "A vivir que son dos días", labor que desenvoluparà des del 9 de gener de 2008.
La nova directora va prometre una renovació de l'històric programa radiofònic, destacant que el programa va avançar el seu inici a les 20 suprimint-se els programes "Hora 20", "SER Deportivos", "La Hora Extra" i "Hora 25 de los Negocios", competint així en igualtat horària amb els programes homòlegs de la competència (La Linterna de la COPE, La Brújula d'Onda Cero, 24 Horas de RNE i De Costa a Costa de Punto Radio).
Si alguna cosa ha caracteritzat aquesta nova etapa del programa és que ha estat allí on es produïa la notícia. Hora 25 ha emès especials en directe des d'Egipte per la caiguda de Hosni Mubarak, a Kíev durant la revolució d'Ucraïna, al Marroc, als Alps francesos després de la catàstrofe de l'avió de Germanwings, a Itàlia tractant el problema de la immigració o a l'Havana per a analitzar el que significa tornar a tenir relacions amb els Estats Units.
En 2012, el programa ha estat guardonat amb el Micrófono de Oro en la categoria de ràdio, que atorga la Federació d'Associacions de Ràdio i Televisió a Ponferrada.